# دانيال نوريس
دانيال نوريس (بالإنجليزية: Daniel Norris)‏ هو لاعب كرة قاعدة أمريكي، ولد في 25 أبريل 1993 في جونسون سيتي في الولايات المتحدة.

## وصلات خارجية
- دانيال نوريس على موقع دوري كرة القاعدة الرئيسي (الإنجليزية)
- دانيال نوريس على موقعبيزبول رفرنس.كوم (الدوري الرئيسي) (الإنجليزية)
- دانيال نوريس على موقعبيزبول رفرنس.كوم (الدوري الثانوي) (الإنجليزية)
- دانيال نوريس على موقع إي إس بي إن.كوم (أم.أل.بي) (الإنجليزية)
- دانيال نوريس على موقع مشجعي الرسوم البيانية (الإنجليزية)